# Rio Coşeana
O Rio Coşeana é um rio da Romênia, afluente do Repedea, localizado no distrito de Vâlcea.